# Glas (filme)
Glas é um filme-documentário em curta-metragem holandês de 1958 dirigido e escrito por Bert Haanstra. Venceu o Oscar de melhor documentário de curta-metragem na edição de 1960.